# Allen Lanier
Allen Glover Lanier (ur. 25 czerwca 1946 w Nowym Jorku, zm. 14 sierpnia 2013 tamże) – amerykański gitarzysta rockowy i kompozytor. Jako założyciel zespołu rockowego Blue Öyster Cult, odegrał główną rolę w formacji zespołu i był z nim związany do czasu śmierci z powodu przewlekłej obturacyjnej choroby płuc.